# Mambo (dans)

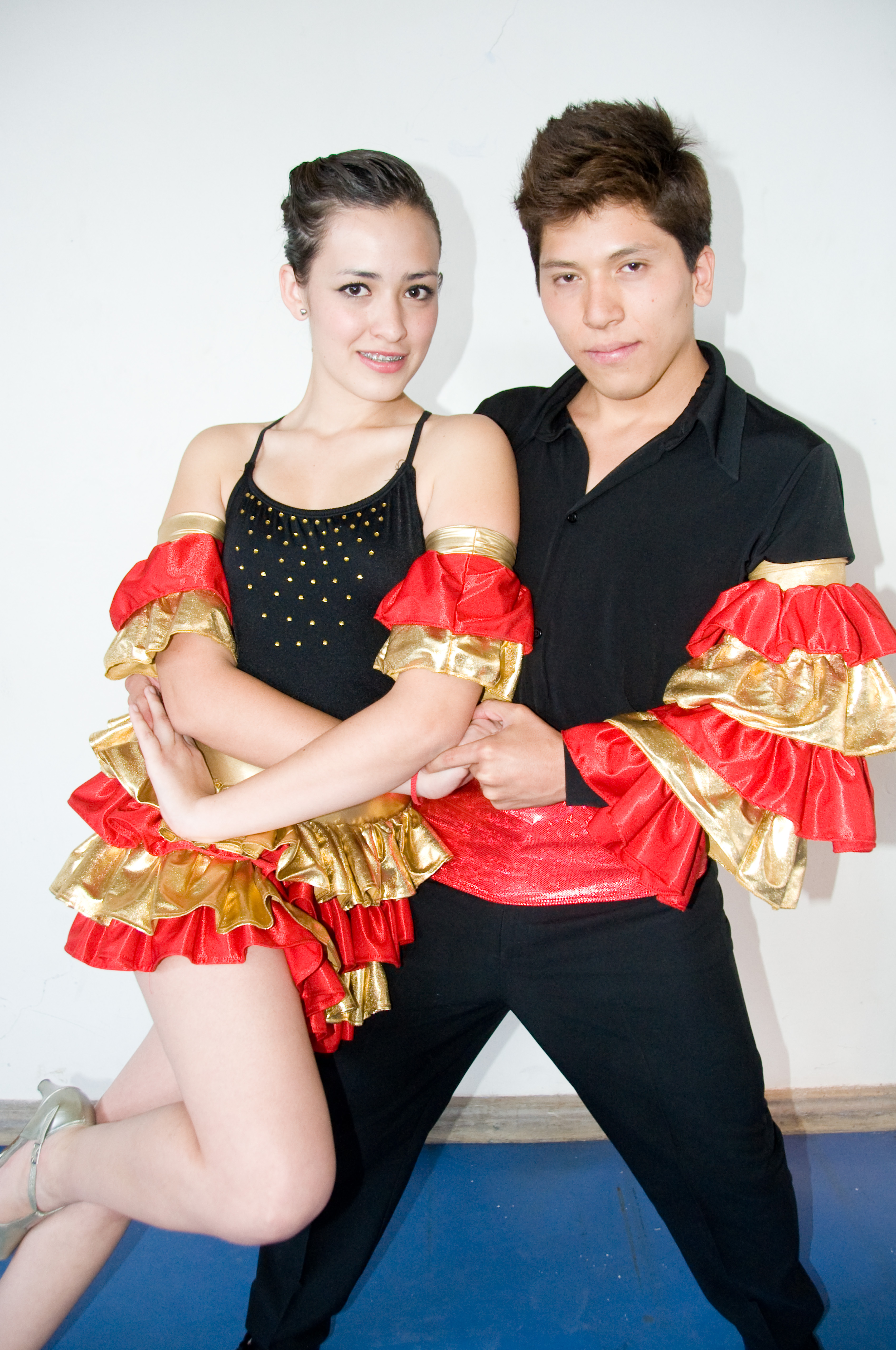
Mambodansare från Monterrey Institute of Technology and Higher Education, Mexico City

Mambo är en latinamerikansk dans från Kuba som utvecklades på 1940-talet när musikgenren med samma namn, Mambo (musik), blev populär i hela Latinamerika. Salsa On2, "New York Style" kallas i dagligt ofta för "Mambo".

## Namnet
Många haitier var bosatta på Kuba vid den tid dansen mambo uppstod och namnet kommer från ordet för kvinnliga präster inom haitisk voodoo.

## Ursprung
Dansen introducerades av Perez Prado på nattklubben La Tropicana i Havanna 1943. Denna mambodans, som blev populär på 1940- och 1950-talen i Kuba, Mexiko och New York, är helt olik den moderna dans som New York-borna numera kallar "mambo" och som också är känd som salsa "On2". Den ursprungliga mambodansen innehåller inga brytsteg eller grundläggande steg alls. Den kubanska dansen accepterades inte av särskilt många professionella danslärare. Kubanska dansare skulle beskriva mambo som att "känna musiken", där ljud och rörelse smälter samman genom kroppen. Professionella danslärare i USA såg denna inställning till dans som "extrem", "odisciplinerad", och ansåg därför att det var nödvändigt att standardisera dansen för att presentera den socialt och på dansgolven.

## Mambo i USA
På 1940-talet blev den puertoricanske dansaren Pedro Aguilar, känd som "Cuban Pete", och hans fru populära som tidens främsta mambodansare och dansade regelbundet på The Palladium i New York. "Cuban Pete" utsågs till "den största Mambo-dansaren någonsin" av tidningen Life och av den legendariske Tito Puente. Pedro Aguilar kallades, förutom "Cuban Pete", också "el cuchillo" ("kniven") för sin mambo-dansstil.

## Popularisering
Den moderna mambodansen från New York populariserades i slutet av 1960-talet till 1970-talet av George Vascones, ordförande för en dansgrupp känd som Latin Symbolics, från Bronx, New York. George Vascones fortsatte mambodanstraditionen som startade två decennier tidigare under "Palladium-eran". Den följdes på 1980-talet av Eddie Torres, Angel Rodriguez från RazzM'Tazz Mambo Dance Company och andra, av vilka många var andra generationens New York-puertoricaner. Denna stil dansas ibland till mambomusik, men oftare till "salsa dura" (äldre salsa).